# Рехила

Пиренейский полуостров в 430—455 годах. Территория наибольшего расширения влияния свевов, достигнутого при короле Рехиле, обозначена зелёным цветом

Рехила (Реккила; умер в 448, Мерида) — король свевов в Галисии (теперь западная Испания и северная Португалия) в 438—448 годах.

## Биография

### Вступление на престол
В 438 году Хермерих, уже давно болевший, сделал своим соправителем, дав ему титул короля, своего сына Рехилу. Появление двух королей не является следом якобы когда-то существовавшей у варваров диархии, а объясняется практической неспособностью Хермериха править свевами. Нет никаких сведений, что этот акт короля вызвал какое либо сопротивление или даже простое недовольство свевской аристократии и рядовых воинов, и это говорит о несомненном укреплении королевской власти. А через три года, в 441 году, Хермерих умер, и Рехила стал единственным королём свевов.

### Новый этап свевской экспансии
При Рехиле начался новый этап свевской экспансии, имевшей своей конечной целью завоевание всего Пиренейского полуострова. Сразу же по вступлении на престол король Рехила предпринял грабительский поход в Бетику и в начале марта 438 года у реки Сингиллион (приток Гвадалквивира) победил некого Андевота и захватил у него много золота и серебра. Кто такой этот Андевот, точно не известно. Возможно он возглавлял часть вандалов, оставшихся в Бетике и не переправившихся вместе с остальными в Африку. Высказывалось мнение, что речь идёт о римском военачальнике или землевладельце, хотя судя по его имени это мало вероятно. Во всяком случае он был довольно богат и имел свои войска, с которыми мог противостоять свевскому королю.
В 439 году Рехила захватил Мериду и практически сделал её своей резиденцией. В 440 году город Мертола на Гвадиане был осаждён и сдался (единственный известный из исторических источников эпизод успешной осады в истории свевов) и там был пленён комит Цензорий, причём, как особо отмечает Идаций, в это время свевы и римляне находились в состоянии мира. В 441 году была занята Севилья. Затем, согласно Идацию, свевы захватили провинции Бетика и Карфагенскую Испанию. Захват Рехилой Бетики и Карфагенской Испании означал, что практически весь Пиренейский полуостров, кроме Тарраконской Испании, оказался под властью свевов. Владения свевов теперь фактически совпадали с территорией той части Испании, которая в 411 году была захвачена варварами и разделена между ними по жребию. Таким образом, все прежние успехи римлян, включая уход вандалов из Испании, были сведены на нет, и их владения снова ограничились северо-восточной частью полуострова — провинцией Тарраконская Испания. Хотя возможно, что предполагаемый захват Карфагенской провинции был, вероятно, домыслом Идация, который недостаточно знал о событиях в Восточной Испании, особенно в прибрежной её части. Из нескольких достоверных фактов можно сделать вывод, что свевы, хотя и заняли внутреннюю часть этой огромной провинции, вряд ли захватили и её средиземноморское побережье. Нет даже сведений о том, что к ним перешёл город Картахена — главный город этой провинции. Тем не менее, варвары, несомненно, захватили часть Картахенской провинции, вероятно её западную и центральную части, так как Идаций не мог полностью ошибаться. Исидор Севильский также говорит, что Рехила захватил Карфагенскую провинцию, но уточняет, что тот был вынужден вернуть её обратно римлянам.
Неизвестно, как Рехиле удалось в 439 году войти в Мериду, а в 441 году — в Севилью, ведь германцы не умели брать приступом города. Между тем, это были серьёзные победы, так как оба эти города были столицами провинций Лузитания и Бетика соответственно. Так как эти города находились в руках свевов, то они, несомненно, держали под контролем и римскую администрацию обеих провинций. Следовательно, нет причин сомневаться в том, что провинция Бетика целиком принадлежала свевам. Таким образом, в начале 440-х годов свевы получили полный контроль над южной, западной и центральной частями Пиренейского полуострова.

### Римляне оттесняются на восточное побережье Испании
Возможно, что восточная часть Картахенской провинции осталась свободной, но единственной провинцией, полностью свободной от присутствия свевов, была охваченная волнениями багаудов Тарраконская Испания на северо-востоке, непосредственно к югу от Пиренеев, включавшая в себя долину реки Эбро. Возможно, этот регион, а также большая часть средиземноморского побережья всё ещё оставались в руках римлян. Если бы пали и они, то весь Пиренейский полуостров оказался бы под властью свевов.

### Попытка римлян отвоевать утраченные территории
Римское правительство, конечно, не хотело так просто мириться с захватом своих земель. В течение пяти лет оно послало в Испанию трёх военачальников — трёх магистров армий. Два из них, Астурий, появившийся в Испании в переломном 441 году, в год падения Севильи, и прибывший вслед за ним Меробауд, так и не смогли продвинуться за пределы Тарраконской провинции. Причиной этого было то, что они воевали с багаудами. Только через пять лет, в 446 году, Вит, третий из магистров, посланных в Испанию в это десятилетие, со значительной армией и со вспомогательными отрядами двинулся в Карфагенскую провинцию и Бетику. Своих сил у римлян явно не хватало и они были вынуждены обратиться за помощью к вестготам. Когда эта армия столкнулась с войском короля Рехилы, вестготы, принявшие участие в этом походе только с целью грабежа, охваченные постыдным страхом бежали. Вит был полностью разгромлен, а свевы вернулись из этих провинций с большой добычей. Армия Вита оказалась практически последней собственно римской армией посланной в Испанию. После её поражения римляне больше уже своих сил на Пиренейский полуостров не направляли.
Также для борьбы со свевами римское правительство, возможно, пыталось использовать и вандалов. Во всяком случае, Идаций отмечает, что в 445 году вандалы подплыли к атлантическому побережью Испании и разграбили Туронию — один из галисийских городов. Хотя, более вероятно, что это был лишь один из грабительских набегов вандалов. Обладая сильным флотом, они сумели добраться до берегов Галисии. Они явно не собирались там обосновываться, но получили довольно большую добычу, в том числе рабов.

### Смерть Рехилы
Сила свевов при Рехиле достигла своей высшей точки, и даже при этом не совсем ясно, можно ли говорить о том, что они твёрдо овладели захваченными землями. Рехила умер в августе 448 года в Мериде. Ему наследовал его сын Рехиар. У свевов явно утверждается наследственная монархия.